# 神経栄養因子
神経栄養因子（しんけいえいよういんし、ニューロトロフィン Neurotrophin）は、神経細胞の生存、発生、機能に必要とされる因子。
生体内には、固有の組織が分化する途中、または分化終了後もその組織に存在する細胞の増殖維持に働く分子が作られ、影響を与える可能性が想定されてきた。1986年にノーベル賞を受賞したリータ・レーヴィ＝モンタルチーニは、神経細胞の増殖維持に特異的に作用する物質を発見し、これが神経栄養（成長）因子の第一号となった。彼女は鶏胚の発生過程で大量に死滅するニューロンに強い関心を寄せ、以前にある研究者によって行われた肉腫による鶏胚ニューロンへの刺激作用を推し進め、培養系において肉腫産物が交感神経節、脊髄神経節に存在するニューロンに目覚ましい増殖効果を及ぼす事を確認した。そして生化学者スタンリー・コーエンと共に肉腫由来の有効物質を同定し、これを Nerve Growth Factor (神経成長因子、NGF) と名付けた。彼らの仕事ではNGFはマウス雄顎下腺から抽出されているが、なぜ神経とほど遠い外分泌腺に神経成長因子が高濃度に含まれているかは今日も疑問のままである。その後ブタ脳から神経に対して増殖刺激作用を持つ物質 Brain-derived Neurotrophic Factor (脳由来神経栄養因子、BDNF) が発見され、更にこれらの成長因子との遺伝子相同性に基づいて、第三の因子Neurotrophin 3 が発見されるに及んで、最初発見されたNGFはNeurotrophin 1 (NT-1)、BDNFはNT-2と呼ばれることになった。現在ではNT-4,5 まで発見されている。